# Épée de Freyr
Pour les articles homonymes, voir Freyr (homonymie).

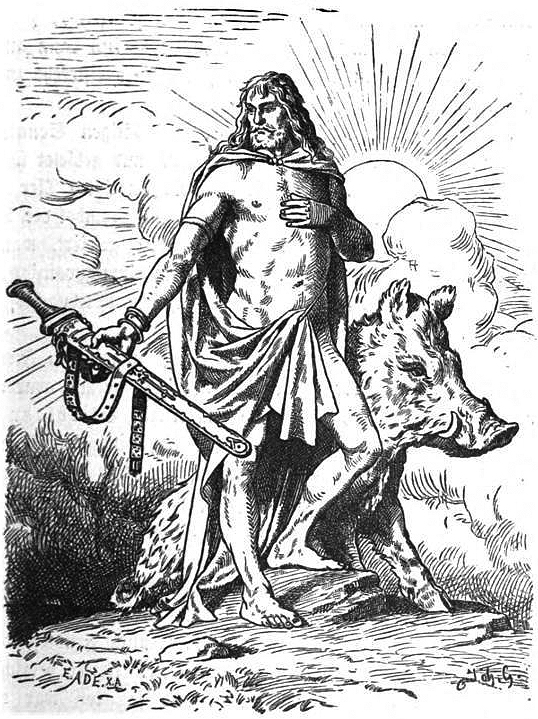
Freyr avec son épée, gravure de Johannes Gehrts.

Dans la mythologie nordique, l'épée de Freyr — Freyr est un dieu nordique associé au soleil, à l'été et au beau temps — est une des rares armes capables de combattre seule. Après que Freyr a cédé l'épée à Skírnir en échange de la main de la géante Gerðr, il meurt à Ragnarök alors qu'il ne peut utiliser qu'un morceau de bois pour affronter Surtr. 

## Mythologie nordique

### Edda en prose
Freyr demande à Skírnir de lui donner pour épouse la géante Gerðr,. En échange, Skírnir réclame son épée, que Freyr lui accorde volontiers. Selon l'Edda, c'est donc sans son épée que Freyr affronte Beli, qu'il tue avec un bois de cervidé. Mais à Ragnarök lors de la fin du monde, le géant du feu Surtr vainc Freyr, privé de son épée. 

### Edda poétique
À Ragnarok, le « soleil des dieux guerriers brille » de l'épée de Surtr. Une théorie, soutenue notamment par Sigurður Nordal, fait de l'épée que Surtr utilise pour tuer Freyr la propre arme que celui-ci avait précédemment troquée contre Gerðr. Cela ajouterait une nouvelle couche de tragédie au mythe. 
Dans le poème Skírnirsmál, l'épée est donnée à Skírnir et utilisée pour menacer Gerðr, mais pas explicitement donnée ni à la géante ni à son père, encore moins à Surt.